# درک ریوردان
درک ریوردان (انگلیسی: Derek Riordan؛ زادهٔ ۱۶ ژانویهٔ ۱۹۸۳) بازیکن فوتبال اهل بریتانیا است.
از باشگاه‌هایی که در آن بازی کرده‌است می‌توان به باشگاه فوتبال سنت جانستون، باشگاه فوتبال بریستول راورز، باشگاه فوتبال سلتیک، باشگاه فوتبال بیجینگ رن، باشگاه فوتبال الوآ اتلتیک، باشگاه فوتبال هیبرنین، باشگاه فوتبال برچین سیتی، و باشگاه فوتبال یورک سیتی اشاره کرد.
وی همچنین در تیم‌های ملی فوتبال زیر ۱۹ سال اسکاتلند، زیر ۲۱ سال اسکاتلند، و اسکاتلند بازی کرده‌است.